# Херман VIII (Хенеберг)
Херман VIII фон Хенеберг-Ашах (на немски: Hermann VIII von Henneberg; * 1470; † 5 април 1535 в Шварца) от линията Ашах-Рьомхилд на Дом Хенеберг е граф на Хенеберг-Ашах (1488 – 1535).

## Произход
Той е син на граф Фридрих II (1429 – 1488) и съпругата му Елизабет фон Вюртемберг (1450 – 1501), дъщеря на граф Улрих V фон Вюртемберг и Елизабет Баварска.
Той е погребан в манастирската църква на Рьомхилд.

## Фамилия
Херман VIII се жени на 23 октомври 1491 г. в Ашафенбург за принцеса Елизабет фон Бранденбург (* 8 април 1474; † 25 април 1507), дъщеря на курфюрст Алберт III Ахилес фон Бранденбург и втората му съпруга Анна Саксонска.
Те имат децата:
- Георг III (1492 – 1536), граф на Хенеберг
- Елизабет, монахиня
- Бертхолд XVI (1497 – 1549), граф на Хенеберг-Рьомхилд

∞ 1529 графиня Анна фон Мансфелд († 1542)
- Фридрих III († 1501)
- Албрехт (1499 – 1549), граф на Хенеберг-Шварца

∞ 1537 графиня Катарина фон Щолберг (1514 – 1577)
- Аполония (* 1501)

∞ 1518 граф Готфрид Вернер фон Цимерн (1484 – 1554)
- Анна, монахиня
- Ото V († 1547), домхер в Страсбург
- Маргарета, монахиня